# Gran Premi d'Itàlia del 2009
El Gran Premi d'Itàlia de Fórmula 1 de la Temporada 2009 s'ha disputat al circuit de Monza, el 13 de setembre de 2009.

## Qualificacions
| Pos. | N. | Pilot                | Equip-motor            | Q1       | Q2       | Q3       | Graella |
| ---- | -- | -------------------- | ---------------------- | -------- | -------- | -------- | ------- |
| 1    | 1‡ | Lewis Hamilton       | McLaren - Mercedes     | 1:23.375 | 1:22.973 | 1:24.066 | 1       |
| 2    | 20 | Adrian Sutil         | Force India - Mercedes | 1:23.576 | 1:23.070 | 1:24.261 | 2       |
| 3    | 4‡ | Kimi Räikkönen       | Ferrari                | 1:23.349 | 1:23.426 | 1:24.523 | 3       |
| 4    | 2‡ | Heikki Kovalainen    | McLaren - Mercedes     | 1:23.515 | 1:23.528 | 1:24.845 | 4       |
| 5    | 23 | Rubens Barrichello   | Brawn - Mercedes       | 1:23.483 | 1:22.976 | 1:25.015 | 5       |
| 6    | 22 | Jenson Button        | Brawn - Mercedes       | 1:23.403 | 1:22.955 | 1:25.030 | 6       |
| 7    | 21 | Vitantonio Liuzzi    | Force India - Mercedes | 1:23.578 | 1:23.207 | 1:25.043 | 7       |
| 8    | 7‡ | Fernando Alonso      | Renault                | 1:23.708 | 1:23.497 | 1:25.072 | 8       |
| 9    | 15 | Sebastian Vettel     | Red Bull - Renault     | 1:23.558 | 1:23.545 | 1:25.180 | 9       |
| 10   | 14 | Mark Webber          | Red Bull - Renault     | 1:23.755 | 1:23.273 | 1:25.314 | 10      |
| 11   | 9  | Jarno Trulli         | Toyota                 | 1:24.014 | 1:23.611 |          | 11      |
| 12   | 8‡ | Romain Grosjean      | Renault                | 1:23.975 | 1:23.728 |          | 12      |
| 13   | 5  | Robert Kubica        | BMW Sauber             | 1:24.001 | 1:23.866 |          | 13      |
| 14   | 3‡ | Giancarlo Fisichella | Ferrari                | 1:23.828 | 1:23.901 |          | 14      |
| 15   | 6  | Nick Heidfeld        | BMW Sauber             | 1:23.584 | 1:24.275 |          | 15      |
| 16   | 10 | Timo Glock           | Toyota                 | 1:24.036 |          |          | 16      |
| 17   | 17 | Kazuki Nakajima      | Williams - Toyota      | 1:24.074 |          |          | 17      |
| 18   | 16 | Nico Rosberg         | Williams - Toyota      | 1:24.121 |          |          | 18      |
| 19   | 12 | Sébastien Buemi      | Toro Rosso - Ferrari   | 1:24.220 |          |          | 19      |
| 20   | 11 | Jaume Alguersuari    | Toro Rosso - Ferrari   | 1:24.951 |          |          | 20¹     |

- Nota 1:  - Jaume Alguersuari penalitzat amb 5 posicions per canviar la caixa de canvi.

- Els monoplaces que portaven kers estan assenyalats amb un "‡".

## Cursa
| Pos. | N. | Pilot                | Constructor            | Voltes | Temps/Retirat        | Graella | Punts |
| ---- | -- | -------------------- | ---------------------- | ------ | -------------------- | ------- | ----- |
| 1    | 23 | Rubens Barrichello   | Brawn - Mercedes       | 53     | 1h 16' 21. 706       | 5       | 10    |
| 2    | 22 | Jenson Button        | Brawn - Mercedes       | 53     | + 2.866 s            | 6       | 8     |
| 3    | 4‡ | Kimi Räikkönen       | Ferrari                | 53     | + 30.664 s           | 3       | 6     |
| 4    | 20 | Adrian Sutil         | Force India - Mercedes | 53     | + 31.131 s           | 2       | 5     |
| 5    | 7‡ | Fernando Alonso      | Renault                | 53     | + 59.182 s           | 8       | 4     |
| 6    | 2‡ | Heikki Kovalainen    | McLaren - Mercedes     | 53     | + 1’ 00.693 min.     | 4       | 3     |
| 7    | 6  | Nick Heidfeld        | BMW Sauber             | 53     | + 1’ 22.412 min.     | 15      | 2     |
| 8    | 15 | Sebastian Vettel     | Red Bull - Renault     | 53     | + 1’ 25.407 min.     | 9       | 1     |
| 9    | 3‡ | Giancarlo Fisichella | Ferrari                | 53     | + 1’ 26.856 min.     | 14      |       |
| 10   | 17 | Kazuki Nakajima      | Williams - Toyota      | 53     | + 2’ 42.163 min.     | 17      |       |
| 11   | 10 | Timo Glock           | Toyota                 | 53     | + 2’ 43.925 min.     | 16      |       |
| 12   | 1‡ | Lewis Hamilton       | McLaren - Mercedes     | 52     | Accident (a 1 volta) | 1       |       |
| 13   | 12 | Sébastien Buemi      | Toro Rosso - Ferrari   | 52     | Retirada (a 1 volta) | 19      |       |
| 14   | 9  | Jarno Trulli         | Toyota                 | 52     | + 1 Volta            | 11      |       |
| 15   | 8‡ | Romain Grosjean      | Renault                | 52     | + 1 Volta            | 12      |       |
| 16   | 16 | Nico Rosberg         | Williams - Toyota      | 51     | + 2 Voltes           | 18      |       |
| Ret  | 21 | Vitantonio Liuzzi    | Force India - Mercedes | 22     | Transmissió          | 7       |       |
| Ret  | 11 | Jaume Alguersuari    | Toro Rosso - Ferrari   | 19     | Transmissió          | 203     |       |
| Ret  | 5  | Robert Kubica        | BMW Sauber             | 15     | Pèrdua d'oli         | 13      |       |
| Ret  | 14 | Mark Webber          | Red Bull - Renault     | 0      | Col·lisió            | 10      |       |

- Nota 1:  - Lewis Hamilton compta com classificat tot i haver-se retirat per haver complert el 90% de la cursa.
- Nota 2:  - Sébastien Buemi va seguir el safety car a l'última volta i no li va comptabilitzar l'última volta
- Nota 3:  - Jaime Alguersuari sortia del pit lane.

.

## Altres
- Pole: Lewis Hamilton 1' 24. 066

- Volta ràpida: Adrian Sutil 1' 24. 739 (a la volta 36)